# Ozodicera gracilis
Ozodicera gracilis är en tvåvingeart som först beskrevs av John Obadiah Westwood 1835.  Ozodicera gracilis ingår i släktet Ozodicera och familjen storharkrankar. Inga underarter finns listade i Catalogue of Life.